# مصطفى جاد
مصطفى جاد (ولد في القاهرة عام 9 نوفمبر 1962 -) هو أستاذ وكاتب وباحث متخصص في التراث الشعبي، يشغل منصب عميد المعهد العالي للفنون الشعبية في أكاديمية الفنون. صدرت له مجموعة من المؤلفات التي تُعنى بجمع ودراسة التراث الشعبي، منها: كتاب «مكنز التراث الثقافي غير المادي: مكنز مختص بالتراث الشعبي في العالم العربي».

## التعليم
- حصل على دكتوراه الفلسفة في الفنون الشعبية من المعهد العالى للفنون الشعبية في أكاديمية الفنون في القاهرة عام 2000م.
- حصل على الماجستير من المعهد العالي للنقد الفني في أكاديمية الفنون عام 1995م.
- حصل على دبلوم المعهد العالي للفنون الشعبية من أكاديمية الفنون عام 1990م.
- حصل على دبلوم المعهد العالى للنقد الفني من أكاديمية الفنون عام 1987م.
- حصل على ليسانس الآداب من قسم الوثائق والمعلومات في جامعة القاهرة عام 1985م.[9]

## العمل
- عميد المعهد العالي للفنون الشعبية.[10]
- أستاذ تقنيات حفظ وتوثيق موضوعات التراث الشعبي.[11]
- درّس توثيق التراث الشعبي ومتاحف التراث اللامادي في عدة جامعات مصرية منذ عام 2000م.[5]

## المؤلفات
| الكتاب                                                                              | التاريخ | المصدر        |
| ----------------------------------------------------------------------------------- | ------- | ------------- |
| أطلس دراسات التراث الشعبي                                                           | 2004م   | [ 12 ]        |
| نظريتي في أرشيف الفولكلور                                                           | 2005م   |               |
| الإنتاج الفكري العربي في الفولكلور (بالاشتراك)                                      | 2006م   |               |
| معجم لغة الحياة اليومية (بالاشتراك)                                                 | 2007م   | [ 13 ]        |
| مكنز الفولكلور                                                                      | 2008م   |               |
| توثيق الحرف والمهن الشعبية بالقاهرة                                                 | 2009م   |               |
| عبد الحميد يونس: رائد الدراسات الشعبية                                              | 2009م   |               |
| الأدب الشعبي في واحة سيوة                                                           | 2012م   |               |
| الشخصية المساعدة للبطل في السيرة الشعبية                                            | 2014م   | [ 14 ]        |
| الإنتاج الفكري والأدبي العربي حول جحا: ببليوغرافيا وصفية                            | 2016م   | [ 15 ]        |
| محمد رجب النجار: مدرسة عربية في بحث التراث الشعبي                                   | 2016م   | [ 16 ]        |
| قصة التراث الشعبي العربي: رحلة في عقل وفكر عبد الحميد يونس رائد علم الفولكلور       | 2019م   | [ 17 ]        |
| مكنز التراث الثقافي غير المادي: مكنز مختص بالتراث الشعبي في العالم العربي (6 أجزاء) | 2020م   | [ 7 ] [ 18 ]  |
| الحيوان في التراث الشعبي العربي                                                     | 2021م   | [ 19 ] [ 20 ] |
| الماء في التراث الشعبي العربي                                                       | 2022م   | [ 21 ]        |

## التكريم والجوائز
- حصل على جائزة الدولة التشجيعية في الفنون من وزارة الثقافة في مصر عام 2008م.
- حصل على الجائزة العربية للتراث الثقافي غير المادي من المنظمة العربية للتربية والثقافة والعلوم الأليكسو عام 2014م.[8][22]